# کلیک (ترانه چارلی ایکس‌سی‌ایکس)
«کلیک» (به انگلیسی: Click) ترانه‌ای از خوانندهٔ انگلیسی چارلی ایکس‌سی‌ایکس به‌همراه خوانندهٔ آلمانی کیم پتراس و رپر ریو استونیایی تامی کش از سومین آلبوم استودیویی چارلی ایکس‌سی‌ایکس تحت عنوان چارلی (۲۰۱۹) می‌باشد.

## ریمیکس نو بویز
در ۱۱ اکتبر سال ۲۰۱۹ یک ریمیکس رسمی تحت عنوان «کلیک (ریمیکس نو بویز)» منتشر شد؛ در این ریمیکس ورس پتراس هنوز شنیده می‌شود اما ورس تامی کش با خوانندهٔ آمریکایی اسلیتر جایگزین شده است.